# 望花区
望花区（ぼうか-く）は中華人民共和国遼寧省撫順市に位置する市轄区。

## 行政区画
7街道弁事処、1鎮、1民族郷を管轄する。
- 街道弁事所：工農街道、建設街道、和平街道、光明街道、朴屯街道、演武街道、李石街道
- 鎮：塔峪鎮
- 民族郷：拉古満族郷

## 交通

### 鉄道
- 中国国家鉄路集団
  - 瀋撫都市間鉄道
- 瀋陽有軌電車

### 道路
- 高速道路
  -  瀋吉高速道路
- 国道
  -  G202国道